# Maxime Bono
Maxime Bono (Argel, 1 de noviembre de 1947) es un político francés. Pertenece al Partido Socialista Francés. Fue alcalde de La Rochelle entre el 19 de abril de 1999 y el 18 de marzo de 2001. En la actualidad es Diputado por Charente-Maritime en la Asamblea Nacional francesa.